# FC Baník Horná Nitra
El FC Baník Horná Nitra es un equipo de fútbol de Eslovaquia que juega en la Segunda Liga de Eslovaquia, la tercera categoría de fútbol en el país.

## Historia
Fue fundado en el año 1919 en la ciudad de Prievidza con el nombre PAC Prievidza, y han tenido varios nombres a lo largo de su historia, los cuales han sido:
- 1919 – PAC Prievidza
- 1929 – ŠK Prievidza
- 1943 – SOHG Prievidza
- 1948 – Sokol Prievidza
- 1949 – Sokol Carpatia Prievidza
- 1954 – Se fusiona con el Baník Novaky y Baník Prievidza
- 1961 – TJ Baník Prievidza
- 1994 – MFK Prievidza
- 1995 – FK Petrimex Prievidza
- 1998 – FK Baník Prievidza
- 2003 – HFK Prievidza (resultado de la fusión del MŠK TOPVAR, Horná Nitra Topoľčany y FK Baník Prievidza)
- 2008 – FK Mesto Prievidza[2]
- 2011 – FC Baník Horná Nitra (ŠKF Baník Handlová fusionado con el FK Prievidza 2010)

El club fue uno de los equipos fundadores de la Superliga de Eslovaquia en 1993, y estuvo en la máxima categoría hasta su descenso en la temporada 1999/2000.
Desde entonces, el club ha estado principalmente en la Segunda Liga de Eslovaquia, con ocasionales apariciones en la Primera Liga de Eslovaquia, la cual abandonaron en la temporada 2009/10 por problemas financieros.

## Palmarés
- 1.SNL (1st Slovak National football league 1969-93) (1): 1971–72

## Clubes afiliados
- AS Trenčín (2011–presente)[5]
- MŠK Žilina (2013–presente)[6]